# Föreningen Nordisk Socialdemokratisk Ungdom
Föreningen Nordisk Socialdemokratisk Ungdom (FNSU) är samarbetsorganisationen för de nordiska och baltiska socialdemokratiska student- och ungdomsförbunden.
Till medlemsorganisationerna hör bland annat Sveriges Socialdemokratiska Ungdomsförbund, Socialdemokratiska studentförbundet, Danmarks Socialdemokratiske Ungdom, finska Socialdemokratisk ungdom, norska Arbeidernes ungdomsfylking, färöiska Sosialistisk Ung, grönländska Siumut Youth, isländska Ungt jafnaðarfólk, estniska Noored Sotsiaaldemokraadid och litauiska Lietuvos Socialdemokratinio Jaunimo Sąjunga.[källa behövs]
Organisationen utgör den socialdemokratiska gruppen i Ungdomens Nordiska Råd.